# Wagner Pa
Wagner Pa (Rio de Janeiro, 1966) és un músic brasiler establert a Barcelona i actiu la seva escena musical des dels anys 90. La seva banda, Brazuca Matraca, i les seves sessions com a DJ, han estat protagonistes del so mestís de Barcelona de les darreres dues dècades. En els seus darrers treballs s'ha allunyat del rock i ha retrobat les seves arrels en la modern bossa, i els sons world & global music, apropant-se al jazz, funk i soul des d'una perspectiva molt personal. El seu quart disc es diu Forn de Pa, on han col·laborat músics com Pep Lladó, Cesc Pascual i Xavi de la Salud.

## Discografia
- Brazuca Matraca (2000)
- El Imparable Transeunte (2003)
- Melic (2005)
- Forn de Pa (2013)